# Helena Villar Ortega
Helena Villar Ortega   () és una periodista, presentadora i escriptora espanyola. És llicenciada en periodisme per la Universitat Autònoma de Barcelona i té un màster en Televisió per la Universitat Rei Joan Carles. Va treballar a Televisió Espanyola i actualment treballa a la RT.
L'abril del 2016, el documental dirigit per ella, Sumud. 40 años de resistencia, va ser guardonat al New York Festivals. El 2017, el seu documental España. La memoria enterrada, produït per Ángela Gallardo Bernal, va ser guardonat al US International Film & Video Festival.

## Obra publicada
- Esclavos Unidos: la otra cara del American Dream.  Ediciones Akal, 2021. ISBN 978-84-460-5118-3. OCLC 1342051675.